# Hellmut Schatzschneider
Hellmut Schatzschneider ist ein ehemaliger deutscher Diplomat, der unter anderem Botschafter in Laos und Island war.

## Leben
Hellmut Schatzschneider absolvierte ein Studium der Rechtswissenschaften und schloss seine Doktor zum Doktor der Rechte 1957 am Lehrstuhl von Eberhard Menzel am Institut für internationales Recht der Christian-Albrechts-Universität zu Kiel mit der Dissertation „Die neue Phase der Monroedoktrin angesichts der kommunistischen Bedrohung Lateinamerikas. Unter besonderer Berücksichtigung des Falles Guatemala vor der Organisation Amerikanischer Staaten und den Vereinten Nationen“ ab. Er trat in den höheren Dienst des Auswärtigen Amtes ein und fand in der Folgezeit verschiedene Verwendungen an Auslandsvertretungen sowie in der Zentrale. Als Mitarbeiter der Botschaft in Südkorea wurde er 1966 zum Legationsrat Erster Klasse befördert. Nach weiteren Verwendungen war er an der Botschaft in Neuseeland tätig und wurde dort 1971 zum Botschaftsrat ernannt.
Nach seiner Rückkehr fand Schatzschneider Verwendungen in der Zentrale des Auswärtigen Amtes, und zwar als Vortragender Legationsrat und Leiter des Referats Prot 1 „Staatsbesuche, Veranstaltungen, Orden“ beziehungsweise des aus diesem entstandenen und zum 1. Oktober 1972 umbenannten Referats 700 „Staatsbesuche, Veranstaltungen“. Später wurde er als Botschaftsrat Erster Klasse Ständiger Vertreter des Botschafters in Pakistan und verblieb auf diesem Posten in Islamabad bis November 1979. Danach fungierte er zwischen November 1979 und April 1983 als Botschaftsrat Erster Klasse und Ständiger Vertreter des Botschafters in Australien mit Amtssitz in Canberra.
Am 11. April 1983 übernahm Hellmut Schatzschneider von Hermann Flender den Posten als Botschafter der Bundesrepublik Deutschland in Laos und verblieb auf diesem diplomatischen Posten in Vientiane bis Juli 1988, woraufhin Helmut Arndt ihn zum 29. August 1988 ablöste. Nach Beendigung dieser Verwendung wurde er als Botschaftsrat Erster Klasse Ständiger Vertreter des Botschafters der Bundesrepublik Deutschland in Indien und erhielt als solcher zum 1. August 1988 seine Beförderung zum Gesandten. Zuletzt löste Hellmut Schatzschneider am 2. November 1993 Gottfried Pagenstert als Botschafter in Island ab und bekleidete dieses diplomatische Amt in Reykjavík bis zu seinem Eintritt in den Ruhestand zum 31. Dezember 1995, woraufhin Reinhart W. Ehni ihn ablöste.

## Veröffentlichung
- Die neue Phase der Monroedoktrin angesichts der kommunistischen Bedrohung Lateinamerikas. Unter besonderer Berücksichtigung des Falles Guatemala vor der Organisation Amerikanischer Staaten und den Vereinten Nationen, Dissertation Universität Kiel, Vandenhoeck & Ruprecht, Göttingen 1957